# 大阪大学の人物一覧
大阪大学の人物一覧（おおさかだいがくのじんぶついちらん）は、大阪大学に関係する出身者、教職員などの人物の一覧記事。

## 歴代総長
| 代 | 歴代総長   | 専門分野   | 就任年月               | 備考                                         |
| -- | ---------- | ---------- | ---------------------- | -------------------------------------------- |
| 01 | 長岡半太郎 | 物理学     | 1931年（昭和6年）5月   |                                              |
| 02 | 楠本長三郎 | 内科学     | 1934年（昭和9年）6月   |                                              |
| 03 | 真島利行   | 有機化学   | 1943年（昭和18年）2月  |                                              |
| 04 | 八木秀次   | 電気工学   | 1946年（昭和21年）2月  | GHQの公職追放者指定を受けて辞職。            |
| 05 | 今村荒男   | 内科学     | 1946年（昭和21年）12月 |                                              |
| 06 | 正田建次郎 | 数学       | 1954年（昭和29年）12月 |                                              |
| 07 | 赤堀四郎   | 生化学     | 1960年（昭和35年）12月 |                                              |
| 08 | 岡田實     | 工学       | 1966年（昭和41年）12月 |                                              |
| 09 | 釜洞醇太郎 | 病理学     | 1969年（昭和44年）8月  | 微生物病研究所長を経て総長。                 |
| 10 | 若槻哲雄   | 物理学     | 1975年（昭和50年）8月  |                                              |
| 11 | 山村雄一   | 免疫学     | 1979年（昭和54年）8月  |                                              |
| 12 | 熊谷信昭   | 電子工学   | 1985年（昭和60年）8月  | 工学部長を経て総長。                         |
| 13 | 金森順次郎 | 物理学     | 1991年（平成3年）8月   | 理学部長を経て総長。                         |
| 14 | 岸本忠三   | 免疫学     | 1997年（平成9年）8月   |                                              |
| 15 | 宮原秀夫   | 計算機科学 | 2003年（平成13年）8月  | 基礎工学研究科・情報科学研究科長を経て総長。 |
| 16 | 鷲田清一   | 哲学       | 2007年（平成19年）8月  | 文学研究科長・副学長を経て総長。             |
| 17 | 平野俊夫   | 免疫学     | 2011年（平成23年）8月  | 医学系研究科長を経て総長。                   |
| 18 | 西尾章治郎 | 情報学     | 2015年（平成27年）8月  | 副学長を経て総長。                           |

## 現教職員・元教職員
- 松川正毅（高等司法研究科長、民法）
- 佐久間修（高等司法研究科教授、刑法）
- 棟居快行（高等司法研究科教授、憲法）
- 大久保規子（法学研究科教授、行政法、環境法）
- 松井和彦（高等司法研究科准教授、民法）
- 武田邦宣（法学研究科教授、経済法、公正取引委員会競争政策研究センター主任研究官）
- 河田潤一（法学研究科教授、政治学）
- 坂元一哉（法学研究科教授、国際政治学）
- 豊田兼彦（法学研究科教授、刑法）
- 今川拓郎（国際公共政策研究科助教授）[1]
- 木戸衛一（国際公共政策研究科教授、政治学）
- 和仁健太郎（国際公共政策研究科教授、国際法）
- 忽那賢志（医学系研究科教授、感染制御学）
- 武部貴則（医学系研究科教授、再生医学）
- 朝野和典（医学系研究科教授、感染制御学）
- 阿部顕三（経済学研究科教授、国際経済学）
- 二神孝一（経済学研究科教授）
- 西條辰義（社会経済研究所教授）
- 秋田茂 （文学研究科教授、イギリス帝国史）
- 荒川正晴（文学研究科教授、中央アジア史）
- 川村邦光 （文学研究科教授、民俗学）
- 杉原達 （文学研究科教授、文化交流史）
- 竹中亨 （文学研究科教授、ドイツ近代史）
- 桃木至朗 （文学研究科教授、東南アジア史）
- 小野田正利 （人間科学研究科教授、教育学）
- 小泉潤二 （人間科学研究科教授、文化人類学）
- 権藤恭之 （人間科学研究科教授、老年心理学）
- 染田秀藤 （人間科学研究科教授、ラテンアメリカ史）
- 藤目ゆき （人間科学研究科准教授、女性史）
- 宮田敬一 （人間科学研究科教授、臨床心理学）
- 臼井三平 （理学研究科教授、数学）
- 鎌田聖一 （理学研究科教授、数学）
- 大貫惇睦 （理学研究科教授、物理学）
- 西尾章治郎 （情報科学研究科教授、データベース、マルチメディア工学、分散システム）
- 中野貴志 （核物理研究センター教授、物理学）
- 菊池誠（サイバーメディアセンター教授）
- 川崎和男 （工学研究科教授、デザインディレクター）
- 濱田博司 （生命機能研究科教授、分子生物学）
- 橋爪節也（総合学術博物館教授、日本美術史）
- 永井健治（産業科学研究所教授、生物物理学）
- 平田オリザ （コミュニケーションデザイン・センター教授、劇作家・演出家）
- 森栗茂一 （コミュニケーションデザイン・センター教授、民俗学）
- 天野文雄 （大阪大学名誉教授、能楽研究）
- 川北稔 （大阪大学名誉教授、イギリス史）
- 真田信治 （大阪大学名誉教授、言語学）
- 三瓶政一 （大阪大学名誉教授、通信工学）
- 斯波義信 （大阪大学名誉教授、文化功労者、中国史）
- 武田佐知子 （大阪大学名誉教授、日本古代史）
- 筑井甚吉（大阪大学名誉教授、経済学）
- 仁田勇（大阪大名誉教授、文化勲章受章、元大阪帝国大学設立委員）
- 布目潮渢（大阪大学名誉教授、中国史）
- 藤田実（大阪大学名誉教授、英文学）
- 森安孝夫 （大阪大学名誉教授、中央ユーラシア史）
- 山崎正和 （大阪大学名誉教授、文化功労者、演劇学）
- 山田信夫（大阪大学名誉教授、東洋史）
- 今野一宏（大阪大学教授、数学）
- 三木那由他（文学研究科講師、哲学）

## 大阪大学出身の人物

### 政治・行政

#### 現職国会議員
- 藤岡隆雄（1999基工、立憲民主党衆議院議員）
- 黄川田仁志（1999工博単位取得退学、自由民主党衆議院議員、内閣府副大臣）
- 梅村聡（2001医、日本維新の会衆議院議員、元厚生労働大臣政務官、医師）
- 大石晃子（2002工修、れいわ新選組衆議院議員）
- 向山好一（1983経、国民民主党民主党衆議院議員、元連合大阪労働政策部長）
- 牛田茉友（2009医、国民民主党参議院議員、元NHKアナウンサー）

#### 元職国会議員
- 堀昌雄（1941医、元日本社会党衆議院議員、医師）
- 牛嶋正（経博、元参議院議員、元名古屋市立大学教授）
- 谷川秀善（1957法、元外務副大臣、元自由民主党参議院幹事長、元大阪府副知事）
- 矢追秀彦（1958歯、元公明党衆議院議員、歯科医師）
- 徳田虎雄（1965医、元沖縄開発政務次官、元自由連合衆議院議員、医師）
- 青木宏之（1967法、元衆議院議員、元愛知県議会議員）
- 樽床伸二（1982経、元総務大臣、元希望の党代表代行）
- 三谷光男（1983経、元財務大臣政務官兼復興大臣政務官、元民主党衆議院議員）
- 新原秀人（1994歯、元日本維新の会衆議院議員、元自民党兵庫県連副幹事長、歯科医師）
- 伊藤渉（1994工修、元公明党衆議院議員、財務副大臣）
- 谷川とむ（2011法修、自由民主党衆議院議員、元総務大臣政務官）

#### 現職都道府県知事
- 宮崎泉（1982人科、和歌山県知事）

#### 都道府県議会議員
- 鉄永幸紀（1969理中退、元鳥取県議会議長）

#### 市町村長
- 吉峯良二（1951経、元鹿児島県加世田市長）
- 木原敬介（1962法、元大阪府堺市長、元大阪府企業局長）
- 岡本靖（1976法、愛媛県松前町長、元愛媛県中予地方局長）
- 藤沢純一（1973工、元大阪府箕面市長、元箕面市議会議員）
- 高垣広徳- （1976工、広島県東広島市長、元広島県副知事）
- 清水裕（1977工、元愛媛県大洲市長、元愛媛県土木部長）
- 森哲男（1977法、兵庫県三田市長、元兵庫県阪神北県民局長）
- 牟礼正稔（1978法、兵庫県赤穂市長、元兵庫県道路公社播但連絡道路管理事務所長）
- 中貝宗治（1987経修、元兵庫県豊岡市長、元兵庫県議会議員）
- 薮本吉秀（1992経修、元兵庫県三木市長、元兵庫県新行政担当課長）
- 西岡隆（1994理、次期大分県臼杵市長、元こども家庭庁長官官房参事官）
- 竹中誉（1995法、岐阜県池田町長）
- 柴橋正直（2002文、岐阜県岐阜市長、元民主党衆議院議員）
- 福岡洋一（2002法、大阪府茨木市長、弁護士）
- 中村健（2004法、愛知県西尾市長、元西尾市議会議員）
- 原田亮（2009法、大阪府箕面市長、元大阪府議会議員、元箕面市議会議員）

#### 地方議員
- 藤井大輔 （1995経、富山県議会議員、元R25編集長）

##### 市議会議員
- 戸田久和（1982人科、大阪府門真市議会議員、元連帯ユニオン委員）

### 官界
- 孝石欣一（1964工、元大阪府副知事、元大阪府土地開発公社理事長、元大阪府都市開発社長）
- 岡崎俊雄（1966工、元科学技術事務次官、元日本原子力研究開発機構理事長、元日本原子力研究所理事長）
- 黒川芳朝（1966法、元大阪府教育委員会教育長、元大阪府企画調整部長、元大阪府国民年金基金理事長）
- 薮中三十二（1969法中退、元外務事務次官、立命館大学特別招聘教授）
- 堀江正彦（1969経・1973法、元駐マレーシア大使、元防衛参事官、明治大学学長特任補佐、京都大学特任教授）
- 神余隆博（1972法、元駐ドイツ大使、元外務省国際社会協力部長、関西学院大学副学長）
- 井上章（1973工、元大阪府都市整備部長、元大阪高速鉄道社長）
- 綛山哲男（1973法、元大阪府副知事、元大阪府教育委員会教育長、元大阪マラソン組織委員会副会長）
- 篠原守（1976基工、元駐カタール大使、防衛大学校教授）
- 関水康司（1977工修、第8代国際海事機関事務局長）
- 神野一仁（1978経、元愛媛県副知事、愛媛県社会福祉事業団理事長、愛媛銀行取締役）
- 川上好久（1979経、元沖縄県副知事、沖縄振興開発金融公庫理事長）
- 玉田敏郎 （1979法、元神戸市副市長、神戸市社会福祉協議会理事長）
- 山崎日出男（1979経、元駐ボスニア・ヘルツェゴビナ大使、日本広報協会理事長）
- 出口正之（1979人、国立民族学博物館名誉教授、内閣府公益認定等委員会委員）
- 中尾寛志（1980法、元大阪市副市長、元大阪市教育委員会教育次長、元大阪市医学会顧問）
- 姫野勉（1980法、関西担当大使、元駐ガーナ大使、元大阪大学教授）
- 塚本稔（1982法、元京都市副市長、元京都文化交流コンベンションビューロー副理事長、国立京都国際会館事務局長）
- 村中健一（1982法、元財務省横浜税関長、元国税庁名古屋国税局長、日本決済情報センター社長）
- 吉田延雄 (1982工修、元環境省水環境課長、元内閣府大臣官房審議官、阪神水道企業団企業長)
- 田中聡（1984法、元防衛省防衛研究所長、元防衛省地方協力局次長）
- 坂口卓（1985法、厚生労働審議官、元厚生労働省雇用環境・均等局長、元厚生労働省労働基準局長）
- 黒川純一良（1986工修、元国土地理院長、元国土交通省近畿地方整備局長、日本河川協会参与）
- 髙田昌行（1986工修、国土交通省大臣官房技術総括審議官、元国土交通省港湾局長）
- 阪口進一（1988工、元さいたま市副市長、元国土交通省国土交通大学校副校長、元鹿児島市副市長、元市原市副市長）
- 梅野修一（1989工修、国土交通省東北地方整備局長、元下関市港湾局長、元港湾空港技術研究所特別研究主幹）
- 中田厚仁（1992法、元国際連合ボランティア）
- 河瀬和重（1993基工博士中退、国土地理院長）

### 法曹界
- 鎌倉利行（1954法、弁護士、元大阪弁護士会会長、元日本弁護士連合会副会長）
- 大山隆司（1967法、裁判官、元札幌高等裁判所長官、元大阪地方裁判所所長、京都大学教授）
- 逢坂貞夫（法、検察官、元大阪高等検察庁検事長、元高松高等検察庁検事長）
- 矢本忠嗣（法、検察官、公証人、元岡山地方検察庁検事正、元大阪高等検察庁公安部長）
- 三木秀夫（法、弁護士、元大阪弁護士会副会長、関西国際交流団体協議会理事長）
- 坂和章平（1971法、弁護士、日本都市計画学会石川賞、日本不動産学会実務著作賞）
- 斉藤雄彦（1978法、検察官、元広島高等検察庁検事長、元法務省保護局長）
- 本多久美子（法、裁判官、弁護士、大阪高等裁判所部総括判事、元京都家庭裁判所長、元奈良弁護士会会長）
- 紀藤正樹（1985法、弁護士、第二東京弁護士会総務委員会副委員長）

### 経済界

#### 創業者
- 竹鶴政孝（1902工、ニッカウヰスキー創業者）
- 八谷泰造（1932工、日本触媒創業者・元社長、元化学工学会会長）
- 公文公（1936理、日本公文教育研究会創業者）
- 盛田昭夫（1944理、ソニー創業者・元社長、勲一等瑞宝章、名誉大英勲章）
- 樋口俊夫（1944医、ヒグチ産業創業者・会長・元社長）
- 寺西忠幸（1951薬、キリン堂創業者・元会長・社長）
- 前田卓郎（1975理博、希学園創立者）
- 青野慶久（1994工、サイボウズ創業者・社長）
- 前田佳宏（2000工、リンカーズ創業者・社長）
- 藤井展之（文、ダイナウェア創業者・元社長、元コンピュータソフトウェア著作権協会理事長）

#### 経営者
- 田中繁松（1918工、三井造船社長）
- 水野健次郎（1936理、ミズノ社長）
- 新田長夫 （1939工、ニッタ元社長、創業者新田長次郎の孫）
- 佐治敬三（1942理、サントリー元会長、大阪商工会議所元会頭、勲一等瑞宝章）
- 板倉周二（1950工、鳥取缶詰代表取締役会長、境港商工会議所参与）
- 下村正太郎（1951経、大丸元社長）
- 柏原正明（1953工、千代田化工建設元社長）
- 野村正朗（1953基工）元りそな銀行頭取、帝塚山学院理事長
- 三井康平（1957経、元クボタ社長）
- 吉田二郎（1957経、元南海電気鉄道社長、元東京メトロ会長、元日本民営鉄道協会会長）
- 藤井康男（1960理博、元龍角散社長、元龍角散社長藤井得三郎の子）
- 西川善文（1961法、三井住友銀行元頭取、三井住友フィナンシャル・グループ元社長）
- 中村邦夫（1962経、パナソニック会長、元日本経団連副会長、元内閣府地方制度調査会会長）
- 関哲夫（1963経、商工組合中央金庫初代社長、日本監査役協会会長、新日本製鐵元副社長）
- 古瀬洋一郎（法、ペルミラ・アドバイザーズ会長、あきんどスシロー取締役会議長）
- 玉置勝彦（1966法、元SMBCフレンド証券社長）
- 犬伏泰夫（1967経、神戸製鋼所社長）
- 渡辺克信（1967工、元朝日放送社長、朝日放送取締役相談役、テレビ朝日社外取締役）
- 寺西正司（1969経、元UFJ銀行頭取、元全国銀行協会会長）
- 野路國夫（1969工、コマツ会長、元日本建設機械工業会会長）
- 竹内敬介（1970基工、元日揮社長・会長、元エンジニアリング振興協会理事長、藍綬褒章）
- 小林栄三（1972基工、伊藤忠商事会長、元経済同友会副代表幹事、元日本貿易会会長）
- 戸川和良（1974経、元近畿日本ツーリスト社長）
- 亘信二（1975工、元南海電気鉄道前社長、南海辰村建設会長）
- 瓜生道明（1975工修、九州電力社長）
- 澁谷省吾（1976工修、元千代田化工建設社長）
- 馬瀬紀夫（1976経、元ハーゲンダッツジャパン社長）
- 中山讓治（1976基工、元第一三共社長、元日本製薬工業協会会長）
- 薄田賢二（1977法、元不二越社長）
- 堀和雅（1977工、三菱伸銅社長、元日本伸銅協会会長）
- 常陰均（1977法、三井住友トラスト・ホールディングス会長、元信託協会会長）
- 安藤孝夫（1977工博、三洋化成工業社長、元京都経営者協会会長）
- 前田富弘（1978人科、元旭化成建材社長）
- 不死原正文（1978人経、元太平洋セメント会長）
- 上田育弘（工、ベストライセンス社長）
- 津賀一宏（1979基工、パナソニック社長、日本経団連副会長、東京オリンピック・パラリンピック競技大会組織委員会副会長）
- 樋口泰行（1980工、元マイクロソフト日本法人社長、元ダイエー社長、元日本ヒューレット・パッカード社長）
- 西岡郁夫（1980工博、元インテル日本法人社長、元モバイル・インターネットキャピタル社長）
- 田中嘉一（1981法、元日本カストディ銀行社長、元日本トラスティ・サービス信託銀行社長、元住信SBIネット銀行社長）
- 加治佐俊一（1982基工、元マイクロソフト日本法人CTO）
- 澤井光郎（1982基工、沢井製薬会長）
- 大石佳能子（法、メディヴァ代表取締役、アステラス製薬取締役、江崎グリコ取締役、資生堂取締役）
- 宮部義幸（1983工修、パナソニックホールディングス副社長、関西経済同友会代表幹事）
- 櫟真夏（1983基工修、2025年日本国際博覧会協会副事務総長、元2025日本万国博覧会誘致委員会事務総長、元関西電力執行役員）
- 平木明敏（1985工修、元日立金属社長）
- 桑田正規（1992経、トヨタ自動車副社長、日本経営協会副会長）
- 竹増貞信（1993経、ローソン社長）
- 松浦一雄（1996工博、ナノミストテクノロジーズ社長、本家松浦酒造九代目蔵元）

### 研究者

#### 文学・言語学
- 赤木昭三（1959文修、仏文学、大阪大学名誉教授）
- 笹山隆（文、関西学院大学名誉教授、河竹賞、英文学）
- 平田達治（文修、大阪大学名誉教授、マックス・ダウテンダイ翻訳賞、独文学）
- 藤井治彦（文修、元大阪大学教授、英文学）
- 今井光規（1968文博、大阪大学名誉教授）
- 加藤主税（1971文修、椙山女学園大学教授、言語学）
- 柏木隆雄（1975文博、大阪大学名誉教授、前大手前大学学長、フランス文学）
- 森岡裕一（1979文修、大阪大学名誉教授、アメリカ文学）
- 新野緑（1984文修、神戸市外国語大学教授、英文学）
- 森山卓郎（1985文博、早稲田大学教授、日本語学）
- 平田達治（文修、大阪大学名誉教授、ドイツ文学）
- 福田安典（1986文、日本女子大学教授、日本古典文学会賞、国文学）
- 柴田勝二（1986文博、東京外国語大学教授、日本文学）
- 三谷研爾（1987文博、大阪大学大学院文学研究科教授、ドイツ文学）
- 岩坪健（1989文博、同志社大学教授、日本古典文学会賞、国文学）
- 庵功雄（1991文、一橋大学国際教育センター教授、言語学）
- 橋本順光（1994文、大阪大学大学院文学研究科教授、福原賞、英文学）
- 片渕悦久（1995文博、大阪大学大学院文学研究科教授、アメリカ文学）
- 今泉志奈子（1996言修、愛媛大学法文学部教授、言語学）
- 斎藤理生（1998文、大阪大学大学院文学研究科准教授、日本文学）
- 由本陽子（2004文博、大阪大学大学院言語文化研究科教授、言語学）
- 谷口一美（文博、京都大学人間・環境学研究科教授、言語学）

#### 哲学・思想
- 市井三郎 （1945理、成蹊大学元教授、哲学）
- 鷲田小彌太（1966文、札幌大学経済学部名誉教授、哲学）
- 河田悌一（1972文博、関西大学名誉教授、中国思想史）
- 岸田知子（1975文博、元中央大学教授、中国哲学）
- 大形徹（1977文修、大阪府立大学名誉教授、中国哲学）
- 北川東子（1977文修、元東京大学教養学部教授、ドイツ哲学）
- 細見和之（文・人科博、京都大学教授、大阪文学学校校長、ドイツ思想）
- 入江幸男（1983文博、大阪大学名誉教授、ドイツ哲学）
- 中村春作（1984文博、広島大学教授、日本思想史）
- 上野修（1984文博、大阪大学教授、哲学）
- 山部能宜（1987法修、仏教学者、早稲田大学教授、インド哲学）
- 宮川康子（1992文博、京都産業大学文化学部教授、日本思想史）
- 柘植尚則（1993文博、慶應義塾大学教授、倫理学）
- 湯浅邦弘（1997文博、大阪大学大学院文学研究科教授、中国哲学）
- 堀江剛（2001文博、大阪大学大学院文学研究科教授、哲学）
- 福尾匠（2017文修、現代フランス哲学）

#### 歴史学・人類学・民俗学
- 小山仁示（1953文、関西大学名誉教授、日本近現代史）
- 長山泰孝（1959文、大阪大学名誉教授、日本史）
- 米田雄介（1964文博、神戸女子大学教授、日本古代史）
- 藪田貫（1971文、関西大学名誉教授、日本近世史）
- 南徹弘（1971文博中退、大阪大学名誉教授、霊長類学）
- 東中野修道（1977文博、亜細亜大学法学部教授、日本思想史、東ドイツ史）
- 原田敬一（1982文博、佛教大学歴史学部教授、日本近現代史）
- 宮脇淳子（1982文博、東京外国語大非常勤講師、中央アジア史）
- 妹尾達彦（1983文博、中央大学文学部教授、中国都市史）
- 山本高史（文、関西大学教授、古代史）
- 南直人（1985文博、京都橘大学教授、ドイツ史、食文化研究）
- 橋本和也（1986人科博、京都文教大学教授、文化人類学）
- 藤川隆男（1987文博中退、大阪大学大学院文学研究科教授、西洋史）
- 指昭博（1987文博、神戸市外国語大学教授、イギリス史）
- 佐々木高弘（1988文博中退、京都先端科学大学教授、妖怪を研究）
- 吉田憲司（1989文博、国立民族学博物館館長、文化人類学）
- 和田光弘（1989文博、名古屋大学大学院文学研究科教授、アメリカ史）
- 松木武彦（1990文博中退、国立歴史民俗博物館教授、サントリー学芸賞、岡山市文化奨励賞、考古学）
- 安井眞奈美（1997文博、国際日本文化研究センター教授、文化人類学）
- 市大樹（2000文博、大阪大学大学院文学研究科教授、日本古代史）
- 六車由実（2000年文博、元東北芸術工科大准教授、民俗学）
- 杉山清彦（2000文博、東京大学准教授、三島海雲学術賞、内陸アジア史学会賞、アジア史）
- 春日直樹（1981人科博、一橋大学名誉教授、元大阪大学人間科学研究科教授、人類学）
- 足羽與志子（1980人科、一橋大学大学院社会学研究科教授、文化人類学）
- 池田光穂（1989医博、大阪大学コミュニケーションデザイン・センター教授、文化人類学）
- 野村玄（2004文博、大阪大学准教授、日本近世史）
- 池上裕子（2005文博、神戸大学教授、美術史）
- 長友朋子（2005文博、立命館大学准教授、日本考古学協会奨励賞、考古学）

#### 芸術学・音楽学
- 中川真（文修、大阪市立大学教授、音楽学）
- 圀府寺司（1979文、大阪大学大学院文学研究科教授、西洋美術史）
- 伊東信宏（1991文博、大阪大学大学院文学研究科教授、サントリー音楽賞、吉田秀和賞、音楽学）
- 仲間裕子（1991文博中退、立命館大学教授、美術史）
- 泉万里（1992文博、大阪大学教授、美術史）
- 岡田暁生（文、京都大学人文科学研究所教授、音楽学）
- 増田聡（2000文博、大阪市立大学准教授、美学）
- 宮本圭造（2000文博、法政大学教授、日本古典文学会賞、河竹賞、能楽研究）
- 北原恵（経、大阪大学教授、美術史）
- 谷正人 -（2004文博、神戸大学人間発達環境学研究科准教授、民族音楽学、 サントゥール奏者）

#### 社会学
- 小林多寿子 (1987人科博、一橋大学教授）
- 土井隆義 (1989人科博、筑波大学教授）
- 小室直樹（1959経博、元東京工業大学特任教授）
- 浜日出夫(1976人科、慶應義塾大学教授)
- 山内乾史(1986人科、神戸大学名誉教授/佛教大学教授)
- 吉川徹(1989人科、大阪大学教授)
- 村上あかね(1997人科、桃山学院大学准教授)
- 佐藤功(2005人科修、大阪大学教授)
- 井手口彰典（2007文博、立教大学准教授）
- 二羽泰子（2017人科博、静岡県立大学講師）

#### 心理学
- 難波精一郎（1956文、大阪大学名誉教授、日本学士院会員）
- 三木善彦（文博、心理学、大阪大学名誉教授）
- 藤川洋子（1973文、京都ノートルダム女子大学教授、臨床心理士）
- 乾敏郎（1974基工、京都大学名誉教授）
- 三浦佳世（1974文、九州大学名誉教授、感性認知科学、知覚心理学）
- 根ヶ山光一（1977文博中退、早稲田大学教授、発達行動学）
- 西澤哲（人、心理学、山梨県立大学教授）
- 森川貴嗣（2017医博中退、四国学院大学助教、臨床心理学、音楽心理学）

#### 法学
- 石田喜久夫（1951法、神戸大学名誉教授、民法）
- 山中永之佑（1953法、大阪大学名誉教授、日本法制史）
- 松岡博（1961法、元大阪大学副学長、元大阪市人事委員会委員長、国際私法）
- 伊藤公一（1962文・1982法博、大阪大学教授、元比較憲法学会理事長、憲法）
- 森本益之（1968法博中退、大阪大学名誉教授、刑法）
- 黒澤満（1969法、元大阪大学大学院国際公共政策研究科教授、国際法・安全保障）
- 生田勝義（1969法修、立命館大学名誉教授、刑法）
- 清水巖（1968法、九州大学名誉教授、消費者法、商法。2017内閣総理大臣表彰受賞）
- 澤井裕（法、関西大学名誉教授、民法）
- 松浦好治（1971法、名古屋大学法学研究科教授、元大阪大学法学研究科教授、法哲学）
- 加藤久雄（1971法博、元慶応義塾大学教授、刑法）
- 南利明（1972法博、静岡大学名誉教授、法哲学）
- 加賀山茂（1972法、名古屋大学名誉教授、元大阪大学法学部教授、民法）
- 川崎英明（1973法、関西学院大学教授、刑事法）
- 國井和郎（1974法、大阪大学名誉教授、元法務省司法試験考査委員、民法）
- 平岡久（1975法修、大阪市立大学名誉教授、行政法）
- 花井等（1977法博、筑波大学名誉教授、国際関係論）
- 角田猛之（1979法修、関西大学教授、法文化）
- 矢野達雄（1980法博、広島修道大学教授、法制史）
- 水谷規男（1984法、大阪大学大学院高等司法研究科教授、刑事訴訟法）
- 茶園成樹（1986法修、大阪大学教授、知的財産法）
- 松本和彦（1988法、大阪大学大学院高等司法研究科教授、憲法・環境法）
- 山岸敬子（法、明治大学法務研究科教授、行政法）
- 川口美貴（1990法博、関西大学教授、労働法）
- 坂本忠久（1991法博、東北大学教授、日本法制史）
- 三村光弘（1995法、財団法人環日本海経済研究所調査研究部研究主任、比較法学）
- 君塚正臣（1996法博、横浜国立大学教授、憲法）
- 北川秀樹（1999公博、龍谷大学教授、法政策）
- 谷口真由美（2004公博、大阪国際大学准教授、憲法・国際人権法）
- 吉田悦子（2021法博、大阪工業大学准教授、知的財産法・新領域法学）
- 二宮周平（法博、立命館大学教授、第5期ジェンダー法学会理事長、尾中賞、家族法）

#### 政治学
- 米原謙（1972法、大阪大学大学院国際公共政策研究科教授、日本政治思想史）
- 辻中豊（1978法修、政治学者、筑波大学教授、元日本政治学会理事長）
- 根木昭（法、東京藝術大学名誉教授、文化政策学）
- 小野修（経、同志社大学名誉教授）

#### 経済学
- 新開陽一（1955経、大阪大学名誉教授、日本学士院会員、元日本経済学会会長、マクロ経済学）
- 安岡重明（1959経博、同志社大学名誉教授、日本経済史）
- 斎藤光雄（1959経博、神戸大学名誉教授）
- 作道洋太郎（1961経博、大阪大学名誉教授、日本経済史）
- 久我清（1962経、大阪大学名誉教授、一般均衡理論）
- 藤田貞一郎（1963経修、同志社大学名誉教授、経済史）
- 岩橋勝（1967経博、松山大学名誉教授、日本学士院賞、経済史）
- 本間正明（1967経、元大阪大副学長、近畿大学教授、公共経済学）
- 林敏彦（1968経修、大阪大学名誉教授、放送大学教授、経済政策）
- 小林良彰（1968経修、元同志社大学教授、西洋経済史）
- 橘木俊詔（1969経修、京都大学名誉教授、同志社大学教授、労働経済学）
- 辰巳憲一（1969経、学習院大学名誉教授）
- 室田武（1969経修、同志社大学名誉教授、理論経済学）
- 貞廣彰（1970経修、早稲田大学教授）
- 宮本勝浩（1970経修、関西大学教授）
- 小田切宏之（1973経修、一橋大学名誉教授、公正取引委員会顧問・元委員、産業組織論）
- 平山健二郎（1977経修、関西学院大学教授)
- 跡田直澄（1978経修、嘉悦大学副学長、元慶應義塾大学教授、財政学）
- 市村英彦（1981経、東京大学教授、計量経済学）
- 松繁寿和（1982経修、大阪大学教授、労働経済学）
- 筒井義郎（1982経博中退、大阪大学名誉教授、日経・経済図書文化賞、金融論）
- 植田和弘（1983工博、京都大学教授、財政学、環境経済学）
- 大垣昌夫（1984経修、慶應義塾大学教授、マクロ経済学）
- 大竹文雄（1985経博、大阪大学社会経済研究所教授、日本学士院賞、労働経済学）
- 廣田誠（1986経博、大阪大学教授、日本経済史）
- 神谷和也（1987経博、神戸大学教授、中原賞、ミクロ経済学）
- 木村光彦（1989経博、青山学院大学教授、元神戸大学教授、開発経済学）
- 岩本康志（1991経博、東京大学教授、公共経済学）
- 小佐野広（1991経博、京都大学教授、日経・経済図書文化賞）
- 澤田康幸（1992経修、東京大学教授、開発経済学）
- 土居丈朗（1993経、慶應義塾大学教授、財政学）
- 橋本恭之（1997経博、関西大学教授、財政学）
- 赤井伸郎（1998経、大阪大学教授、日経・経済図書文化賞、エコノミスト賞、NIRA大来政策研究賞）
- 浄土渉（2001経博、東京経済大学教授、マクロ経済学）
- 廣田義人（2002経博、大阪工業大学教授、経済史・産業技術史）
- 竹村敏彦（2006経博、佐賀大学准教授）
- 柴本昌彦（2007経博、神戸大学准教授、マクロ経済政策）
- 荘発盛（2007経博、尚美学園大学准教授、国際経済学、ミクロ経済学）
- 高槻泰郎（2007経修、神戸大学准教授）
- 瀬尾佳美（理、青山学院大学准教授）
- 櫻川昌哉（経博、慶應義塾大学教授）
- 竹岡敬温（経博、大阪大学名誉教授、フランス経済史）

#### 経営学
- 中村宣一朗（1959経、大阪大学名誉教授、日本会計研究学会太田賞、会計学）
- 澤野雅彦（1979経博、北海学園大学教授、経営人類）
- 太田雅晴（1979工、大阪市立大学名誉教授、元日本情報経営学会会長）
- 延岡健太郎（1981工、一橋大学名誉教授）
- 西川真規子（1989経、法政大学教授）
- 川上智子（1998文・1997経修、早稲田大学教授、宝ホールディングス取締役）
- 上杉志朗（1989経2001国際公共政策博、松山大学教授、松山短期大学元学長、経営情報学）
- 開本浩矢（1991経、大阪大学教授、経営行動科学学会優秀事例賞）
- 鴋澤歩（1991経博中退、大阪大学教授、日経・経済図書文化賞、経営史学会賞、経営史）
- 日置弘一郎（1997経博中退、京都大学名誉教授、経営人類学）
- 蟹江章（経博、北海道大学教授、会計学）
- 下左近多喜男（2005経博、元大阪工業大学准教授、日本経営システム学会元理事）

#### 数学
- 黒田孝郎（1937理、元北海道大学教授）
- 白旗慎吾（1972理修、大阪大学教授）
- 宇野勝博（1980理、大阪大教授）
- 西岡久美子（1985理博、慶應義塾大学教授）

- 伊藤隆（1987工博、群馬大学教授、基礎解析学）
- 平地健吾（1994理博、東大教授、CR幾何学、多変数関数論、不変式論）
- 野水克己（理、元名古屋大教授、微分幾何学、リー群論）
- 松島与三（理、元大阪大教授、微分幾何学、リー群論）
- 村上信吾（1948理、元阪大教授、微分幾何学、リー群論）
- 中岡稔（理、元阪大教授、位相幾何学）
- 濵田悦生（1997理博、大阪工業大学教授、国際数理科学協会理事）
- 宮地充子（1997理博、北陸先端科学技術大学院大学教授）

#### 物理学
- 湯川秀樹（1938理博、京都大学名誉教授、1949年ノーベル賞）
- 中野藤生（1944理、名古屋大学名誉教授）
- 里村茂夫（1944理、大阪大名誉教授、超音波ドップラー法）
- 北垣敏男（1946理、東北大学名誉教授）
- 福井崇時（1946理、名古屋大学名誉教授、紫綬褒章、朝日賞、仁科記念賞）
- 星埜禎男（1948理、東京大学名誉教授、元日本物理学会会長）
- 益田義賀（1949理、名古屋大学名誉教授）
- 大西俊一（理、京都大学名誉教授、元日本生物物理学会会長）
- 更田豊治郎（1953理、元日本原子力研究所副理事長、元日本原子力学会副会長、元環境科学技術研究所会長、元日本海洋科学振興財団理事長）
- 守谷亨（1953理、東京大学教授、東京理科大学教授）
- 若槻哲雄（1953理博、第10代大阪大学総長、元大阪府教育委員会委員長）
- 神田貞之助（1955理博、神戸大学名誉教授）
- 尾崎敏（1955年理修、高エネルギー物理学研究所名誉教授）
- 今村勤（1957理博、関西学院大学名誉教授）
- 薗頭健吉（1961理博、大阪市立大学名誉教授）
- 田中靖郎（1961理博、東京大学名誉教授、元日本学士院会員、日本学士院賞恩賜賞、文化功労者）
- 後藤憲一（1962理博、大阪大学名誉教授）
- 金森順次郎（1953理、元大阪大総長、大阪大名誉教授、国際高等研究所所長）
- 砂川重信（理、大阪大名誉教授）
- 内山龍雄（1951理博、大阪大名誉教授、Yang Mills場を世界で初めて発見）
- 高橋憲明（1959理、大阪大名誉教授、大阪市立科学館館長）
- 長谷川晃（1959工修、大阪大学名誉教授、光ソリトンの発見）
- 福岡登（1963理、元大阪大教授、四国大学学長）
- 志水隆一（1964理博、大阪大学名誉教授、元大阪工業大学教授、国際マイクロアナリシス連合(IUMAS)名誉会員・元理事）
- 小林俊一（1964理博、元大阪大学副学長、元理化学研究所理事長、元東京農業大学監事、元秋田県立大学理事長兼学長）
- 曽我部正博（1973基工、名古屋大学名誉教授、元日本生物物理学会会長、元日本比較生理生化学会会長）
- 藤井保彦（1973理博、東京大学名誉教授、日本物理学会会長）
- 難波啓一（1974基工、大阪大学栄誉教授、大阪大学名誉教授、学士院賞恩賜賞）
- 伊藤正（1974工博、大阪大名誉教授）
- 片岡幹雄（1980基工博、奈良先端科学技術大学院大学名誉教授、元日本生物物理学会会長）
- 西浦宏幸（1981理博、大阪工業大学名誉教授）
- 岩出秀平（1982理博、元大阪工業大学教授）
- 藤井研一（1985理博、大阪工業大学教授）
- 川上則雄（1986工博、京都大工学研究科教授、日本IBM科学賞、仁科記念賞）
- 原田慶恵（1988基工博、大阪大学教授、元京都大学教授、元日本生物物理学会会長）
- 中家剛（1995理博、京都大学教授）
- 西野吉則（1996理博、北海道大学教授）

#### 天文学
- 小田稔（1944理、MIT教授、東大教授、東大理化学研究所理事長等、文化勲章、勲一等瑞宝章）
- 橘省吾 （2000理博、東京大学教授、日本惑星科学会最優秀研究者賞）

#### 化学
- 角戸正夫（工、元大阪大学蛋白質研究所所長、元姫路工業大学学長）
- 大塚好治（1952工博、大阪工業大学名誉教授）
- 芝哲夫（1959理博、大阪大学名誉教授、元日本化学会副会長、日本化学会賞、大阪文化賞）
- 南晋一（1959工博、大阪工業大学名誉教授）
- 米山宏（1960工、大阪大学教授、元日本化学会理事）
- 金丸文一（1963理博、大阪大学名誉教授）
- 村井眞二（1966工博、大阪大名誉教授、元日本化学会会長、日本学士院賞、文化功労者、朝日賞、藤原賞）
- 岡本佳男（1969理博、名古屋大学名誉教授、元高分子学会会長、日本学士院賞、紫綬褒章、朝日賞）
- 巽和行（1971基工、名古屋大学名誉教授、日本学士院会員、日本学士院賞）
- 増原宏 （1971工博、大阪大学名誉教授、国立交通大学教授、元光化学協会会長、紫綬褒章）
- 寒川賢治（1976理博、元京都大学教授、日本学士院賞、武田医学賞）
- 原田明（1977理博、大阪大理学研究科教授）
- 菅野了次 （1978理、東京工業大学名誉教授、元固体イオニクス学会会長）
- 吉岡崇仁（1978理、京都大学名誉教授、元全国大学演習林協議会会長、生物地球化学研究会会長）
- 尾崎幸洋（1978理博、元関西学院大学副学長、王立化学会フェロー、紫綬褒章、日本化学会賞）
- 中辻洋司（1979工博、元大阪工業大学教授）
- 野村良紀（1982工博、大阪工業大学名誉教授）
- 辻井薫（1983理博、元北海道大学教授）
- 矢持秀起（1984理博、京都大学名誉教授）
- 大谷裕之（1987理博、横浜国立大学教授）
- 森本幸生（1987理博、京都大学教授）
- 澁谷康彦（1989工博、大阪工業大学名誉教授）
- 益山新樹（1989工博、元大阪工業大学学長、近畿化学協会理事）
- 森内隆代（1996工博、大阪工業大学教授）
- 村岡雅弘（1999工博、大阪工業大学教授）
- 大高敦（2003工博、大阪工業大学准教授）

#### 地学
- 奥田節夫（1948理、京都大学名誉教授）

#### 医学・生物学
- 武田雅俊（大阪大学名誉教授 元日本精神神経学会理事長）
- 藤野恒三郎（1931医、大阪大名誉教授、医学者、細菌学者）
- 関集三（1938理、元大阪大学教授、元日本学士院会員、日本学士院賞、藤原賞、日本化学会賞）
- 西脇安（1939理、東京工業大学名誉教授、ウィーン大学名誉教授）
- 山村雄一（1941医、元大阪大学総長、免疫学、文化功労者）
- 早石修（1942医、元京都大医学部長、日本生化学会会長、国際生化学連合総裁、文化勲章、勲一等瑞宝章、日本学士院会員）
- 菅原努（1950理、京都大学名誉教授、元国立京都病院院長）
- 岡田善雄（1952医、大阪大名誉教授、元千里ライフサイエンス振興財団理事長、日本学士院恩賜賞、文化勲章、元日本学士院会員）
- 豊島久真男（1954医、元東京大学医科学研究所所長、元大阪大学微生物病研究所所長、文化勲章、日本学士院会員）
- 高橋理明（1954医、大阪大学名誉教授、大阪大学微生物病研究所所長、水痘生ワクチンの発明者）
- 川島康生（1955医、大阪大名誉教授、元大阪大附属病院長、国立循環器病センター名誉総長）
- 青野敏博（1960医、徳島大学元学長、同大学名誉教授）
- 竹田美文（1960医、細菌学者、国立感染症研究所名誉所員、元東京大学医科学研究所教授、元日本熱帯医学会理事長）
- 花房秀三郎（1963理博、ロックフェラー大学名誉教授、大阪バイオサイエンス研究所名誉所長、元日本学士院会員、文化勲章）
- 伊勢村護（1963理、静岡県立大学名誉教授）
- 岸本忠三 （1964医、元大阪大総長、大阪大名誉教授、免疫学、文化勲章、日本学士院会員）
- 平賀壯太（1965理博、元熊本大学教授、木原賞）
- 堀芽久美（静岡県立大学看護学部准教授）
- 品川日出夫（1966理修、大阪大学名誉教授、元日本遺伝学会会長、木原賞）
- 松澤佑次（1966医、元大阪大学医学部付属病院長、現・住友病院院長）
- 荻原俊男（1968医、元大阪大学医学部付属病院長、森ノ宮医療大学学長）
- 浜六郎（1969医、医薬ビジランスセンター理事長、EBMビジランス研究所所長）
- 島崎靖久（1970医・博、千里金蘭大学学長、学校法人金蘭会学園理事長）
- 中村敏一（1972理・博、大阪大学名誉教授、アンジェス創業者、紫綬褒章）
- 二木康之（1973医、発達神経学、佛教大学保健医療技術学部教授、学部長）
- 高津聖志（1973医博、東京大学名誉教授、元日本免疫学会会長）
- 七田芳則（1974理、京都大学名誉教授、元日本生物物理学会会長）
- 楠岡英雄（1975医、国立病院機構理事長、元国立病院機構大阪医療センター病院長、元大阪大学医学部附属バイオメディカル教育研究センター助教授）
- 豊田長康（1976医、鈴鹿医療科学大学学長）
- 彼末一之（1977工修、大阪大学名誉教授、早稲田大学名誉教授、元日本生気象学会会長）
- 審良静男（1977医、大阪大学微生物病研究所教授、免疫学の世界的権威 Toll like Receptorsの発見者）
- 中村祐輔（1977医、シカゴ大教授、元東京大医科学研究所ヒトノゲム解析センター長）
- 吉森保（1981理、大阪大学栄誉教授、紫綬褒章）
- 開祐司（1981理博、京都大学教授）
- 赤井周司（1982薬、静岡県立大学教授）
- 松村潔（1986医博、大阪工業大学教授）
- 廣田誠一（1988医博、兵庫医科大学教授、医学）
- 三宅健介（1988医博、東京大学新世代感染症センター教授、東京大学医科学研究所教授）
- 近藤科江（1989医博、東京工業大学教授、元日本女性科学者の会会長、元日本分子イメージング学会会長）
- 岩﨑博史（1991医博、東京工業大学教授、日本遺伝学会会長）
- 四方哲也（1991工博、元大阪大教授、研究費不正使用で懲戒解雇）
- 近藤玄（1992医博、京都大学教授、関西実験動物研究会会長）
- 杉本慶子（1995理修、理化学研究所チームリーダー、日本学術会議会員）
- 野出孝一（1997医博、佐賀大学教授、日本学術会議会員）
- 山本雅（理、沖縄科学技術大学院大学教授、朝日賞、高松宮妃癌研究基金学術賞）
- 梅本英司（2005医学系研究科、静岡県立大学教授）

#### 歯学
- 丸山剛郎 （1964歯、元大阪大歯学研究科教授。元日本顎口腔機能学会会長、元日本歯科審美学会会長、日本咬合学会理事長。）
- 佐藤光信（1964歯、元徳島大学歯学部口腔外科学第二講座教授）
- 上村修三郎 （1970歯、元徳島大学歯学部歯科放射線学教授）
- 山下佐英 （1970歯、鹿児島大学名誉教授）
- 浦出雅裕 （1972歯、兵庫医科大学歯科口腔外科学講座教授、日本口腔感染症学会理事長）
- 山本照子（1975歯、東北大学大学院歯学研究科口腔保健発育学講座顎口腔矯正学分野教授）
- 月星光博 （1977歯、月星歯科クリニック理事長、元国際外傷歯学会会長）
- 古郷幹彦 （1980歯、大阪大歯学研究科統合機能口腔科学専攻顎口腔疾患制御学分野教授、口腔顔面神経機能学会理事長）
- 矢谷博文 （1980歯、大阪大学大学院歯学研究科副研究科長、統合機能口腔科学専攻顎口腔機能再建学講座顎口腔咬合学分野教授）
- 北井則行 （1986歯、朝日大学歯学部口腔構造機能発育学講座歯科矯正学分野教授）
- 木ノ本喜史 （1987歯、大阪大学歯学部臨床教授、日本歯内療法学会副理事長）
- 新谷誠康 （1988歯、東京歯科大学小児歯科学講座教授）
- 山城隆 （1990歯、岡山大学歯科矯正学分野教授）

#### 看護
- 石川ふみよ（医博、上智大学総合人間科学部教授）
- 船越明子（医、神戸市看護大学教授）

#### 工学
- 山口次郎（1932工、大阪大学名誉教授）
- 尾崎紀男（1933工、大同工業大学教授,九九式艦上爆撃機設計者）
- 櫻井良文（1943工、大阪大学名誉教授、大阪工業大学名誉教授、勲二等瑞宝章）
- 北條舒正（1945工、元信州大学学長、元長野県短期大学学長、元繊維学会会長）
- 吹田徳雄（1947工博、大阪大学名誉教授、初代原子力安全委員会委員長）
- 荒田吉明（1949工、大阪大学名誉教授、文化勲章）
- 柴田俊一（1949工、京都大名誉教授）
- 矢澤一彦（1950工、電気通信大学名誉教授）
- 浅居喜代治（1951工、大阪府立大学名誉教授、元大阪工業大学教授、日本ファジィ学会初代会長）
- 熊谷信昭（1953工、大阪大第12代総長・名誉教授、国際電気通信基礎技術研究所会長、文化功労者）
- 三木鉄夫（1953工博、大阪帝国大学工学部航空学科創設者、大阪工業大学名誉教授、元大阪府立大学教授）
- 藤田廣志（1955工博、大阪大名誉教授、日本学士院賞、紫綬褒章、勲三等旭日中綬章）
- 長谷川利治（1957工、京都大名誉教授、京都情報大学院大学学長、日本オペレーションズ・リサーチ学会会長）
- 荻野泰正（1957工修、元大阪工業大学教授）
- 杉浦寅彦（1957工博、大阪工業大学名誉教授）
- 秋宗秀夫（1960工博、京都大名誉教授）
- 津村俊弘（1960工博、大阪工業大学名誉教授、ビークルオートメーション研究会初代会長）
- 井川博（1961工博、大阪大学名誉教授、元大阪工業大学教授、溶接学会第31期会長・名誉員）
- 柴田浩（1961工、大阪工業大学名誉教授）
- 村岡浩爾（1961工博、大阪大名誉教授、叙従四位、瑞宝小綬章）
- 中川保雄（1961工、元神戸大学教授）
- 納谷嘉信（1961工博、大阪電気通信大学名誉教授、勲4等瑞宝章）
- 北川浩（1963工、大阪大学名誉教授、元日本機械学会副会長）
- 阪口清和（1962工博、大阪工業大学名誉教授）
- 白川功（1963工、大阪大学名誉教授、元電子情報通信学会副会長）
- 高城敏美（1963工、大阪大学名誉教授、元日本機械学会熱工学部門長）
- 尾浦憲治郎（1964工、大阪大学名誉教授、元応用物理学会会長、元日本真空協会会長）
- 高橋亮人（1965工博、大阪大学名誉教授、国際常温核融合学会理事、株式会社テクノバ理事）
- 豊田政男（1967工、大阪大学名誉教授、元溶接学会会長）
- 馬越佑吉（1967工、大阪大学名誉教授、元日本金属学会会長、元日本学術会議会員）
- 鳥居宏次（1967工博、奈良先端科学技術大学院大学特任教授・第3代学長、元大阪大学教授）
- 田中正隆（1968工、信州大学教授）
- 中川紀壽（1968工、広島大学名誉教授）
- 阪尾正義（1968工博、大阪工業大学名誉教授）
- 森永規彦（1968工博、大阪大学名誉教授、元電子情報通信学会副会長、元総務省電気通信事業紛争処理委員会委員長）
- 大場謙吉（1969工博、関西大学教授）
- 加賀精一（1969工博、大阪工業大学名誉教授）
- 小松満男（1969工博、大阪大教授）
- 幡中憲治（1970工博、山口大学名誉教授、元宇部工業高等専門学校長）
- 前田親良（1970工博、大阪工業大学名誉教授、元大阪工業大学高等学校校長、瑞宝中綬章）
- 馬場章夫（1971工、大阪大学名誉教授・元理事・副学長、産学官連携功労者表彰文部科学大臣賞）
- 池田雅夫（1971工修、大阪大学名誉教授、計測自動制御学会会長）
- 荒木勉（1972工、大阪大名誉教授、元日本機械学会バイオエンジニアリング部門長）
- 井上直樹（1972工博、愛媛大学名誉教授）
- 佐藤邦明（1972工博、埼玉大学名誉教授）
- 中尾和夫（1972工博、大阪工業大学名誉教授）
- 宮原秀夫（1972工博単位取得退学、大阪大第15代総長、元情報通信研究機構理事長、元大阪府立産業技術総合研究所所長）
- 宮本均（1974工修、元大阪工業大学教授）
- 森博太郎（1974工博、大阪大学名誉教授、元日本顕微鏡学会会長）
- 熊谷貞俊（1975工博、大阪大名誉教授、大阪経済法科大学客員教授）
- 栗山仙之助（1975工博、大阪工業大学名誉教授、日本経営工学会第21期会長、日本情報経営学会元副会長）
- 安川交二（1975工博、元大阪工業大学教授）
- 細見正明（1976工、東京農工大学教授）
- 吉川眞（1976工修、大阪工業大学名誉教授、地理情報システム学会元会長）
- 久保司郎（1976工博、大阪大名誉教授、元日本機械学会会長）
- 里村裕（1976工博、大阪工業大学名誉教授、元常翔啓光学園中学校・高等学校校長）
- 浅野哲夫（1977工博、元北陸先端科学技術大学院大学学長）
- 小澤守（1977工博、関西大学名誉教授、元日本伝熱学会会長、元日本混相流学会副会長）
- 金藤敬一（1977工博、九州工業大学名誉教授、元大阪工業大学教授）
- 築山修治（1977工博、中央大学研究開発機構長、中央大学教授）
- 河崎善一郎（1978工博、大阪大名誉教授）
- 辰巳砂昌弘（1978工、大阪公立大学学長）
- 三浦利章（1978文博、元大阪大学教授、元日本認知心理学会副理事長）
- 駒野康男（1979工修、元三菱重工業原子力技術センター長、元日本原子力学会会長）
- 掛下知行（1979基工博、大阪大学名誉教授、福井工業大学学長、元日本金属学会会長、元八大学工学系連合会会長）
- 河田聡（1979工博、大阪大工学研究科教授）
- 前田成欣（1979工博、大阪工業大学名誉教授）
- 宮崎修一（1979工博、筑波大学名誉教授、元日本金属学会会長）
- 大倉一郎（1979工修、大阪大工学研究科准教授、アルミニウム橋研究会技術委員長）
- 田中敏宏（1980工、大阪大学理事・副学長、中山製鋼所取締役）
- 川道麟太郎（1980工博、元関西大学教授）
- 古城紀雄（1981工博、大阪大名誉教授）
- 生田幸士（1981工修、東京大学名誉教授、名古屋大学名誉教授、大阪大学栄誉教授、紫綬褒章）
- 加藤誠（1981工博、元大阪工業大学教授）
- 西井光治（1981工修、大阪工業大学教授、元日本知的財産協会国際委員会副委員長）
- 松井謙二（1981工修、大阪工業大学教授、大阪商工会議所Xport副会長）
- 吉田國雄（1981工博、元東京工業大学・大阪工業大学教授）
- 一森哲男（1982工博、大阪工業大学名誉教授）
- 大須賀公一（1984工修、大阪大学・神戸大学・大阪工業大学教授、システム制御情報学会第63期会長）
- 大場新太郎（1984工博、大阪工業大学名誉教授）
- 西口彰夫（1985工博、大阪工業大学名誉教授、元レーザー技術総合研究所共同研究員）
- 松井繁之（1985工博、大阪大学名誉教授、元大阪工業大学教授）
- 石川邦夫（1986工修、九州大学大学院歯学研究院教授）
- 伊東忍（1986工博、大阪大学大学院工学研究科生命先端工学専攻教授）
- 西川出（1986工博、大阪工業大学教授）
- 能勢豊一（1986工博、大阪工業大学名誉教授、日本経営システム学会第13-14期会長、日本経営工学会第30期会長）
- 松野文俊（1986基工博、ロボット工学、京都大学名誉教授、元システム制御情報学会会長、元日本ロボット学会副会長）
- 山内雪路（1986工博、大阪工業大学教授、インターネットラーニングアカデミー2010理事長）
- 野田哲男（1987工修、大阪工業大学教授、日本ロボット学会フェロー）
- 金邉忠（1987工博、福井大学教授）
- 宮永憲明（1987工博、大阪大教授）
- 岩堀恵祐（1988工博、静岡県立大学大学院生活健康科学研究科教授）
- 濱田實（工、大阪大学名誉教授、日本機械学会名誉会員）
- 河合利幸（1988工博、大阪電気通信大学准教授）
- 田原弘一（1988工博、元大阪工業大学教授）
- 梅田徳男（1989工博、北里大学名誉教授）
- 佐々誠彦（1989工博、大阪工業大学教授、元IEEE関西支部Chapter役員）
- 深海悟（1989工博、大阪工業大学名誉教授）
- 森井昌克（1989工博、神戸大教授、情報セキュリティ大学院大学客員教授）
- 山口高平（1984工博、神奈川大学教授、慶應義塾大学名誉教授）
- 山中伸介（1989工博、元大阪大理事・副学長、原子力規制委員会委員長）
- 西壽巳（1990工博、元大阪工業大学教授）
- 橋爪紳也（1990工博、大阪府立大学特別教授、元大阪市特別顧問、日本建築学会学会賞）
- 杉山司郎（1991工博、元大阪工業大学教授）
- 淀徳男（1991工博、元大阪工業大学教授）
- 須山敬之（1992工修、大阪工業大学教授）
- 大澤利幸（1992工博、元大阪工業大学教授）
- 三船忠志（1992工博、元大阪工業大学教授）
- 吉村英祐（1992工博、大阪工業大学教授、日本建築学会2021常任理事）
- 辻田勝吉（1993工修、大阪工業大学教授）
- 木村紀之（1993工博、元大阪工業大学教授、電気学会フェロー）
- 安留誠吾（1993工博、大阪工業大学教授）
- 山内知也（1993工博、神戸大教授）
- 大里延康（1994工博、元大阪工業大学教授）
- 重弘裕二（1994工博、大阪工業大学教授）
- 近江雅人（1995工博、大阪大教授）
- 塚本勝俊（1995工博、大阪工業大学教授）
- 原田博司（1995工博、京都大教授）
- 奥宏史（1996工修、大阪工業大学教授）
- 中野貴由（1996工博、大阪大学栄誉教授、大阪府立大学客員教授）
- 牛田俊（1997工修、大阪工業大学教授）
- 上辻靖智（1997工博、大阪工業大学教授）
- 宇戸禎仁（1997工博、大阪工業大学教授）
- 藤井彰彦（1997工博、大阪工業大学教授）
- 宮本俊幸（1997工博、大阪工業大学教授）
- 田中晃代（1999工博、近畿大学教授）
- 神村共住（2000工博、大阪工業大学教授）
- 中西知嘉子（2000工博、大阪工業大学教授）
- 大場みち子（2001工博、公立はこだて未来大学教授）
- 金城良守（2002工博、大阪工業大学准教授）
- 熊本和夫（2002工博、大阪工業大学教授）
- 鎌倉良成（2004工博、大阪工業大学教授）
- 藤岡慎介（2005工博、大阪大教授）
- 水谷泰治（2005情博、大阪工業大学教授）
- 吉野彰（2005工博、名城大学教授、2019年ノーベル化学賞）
- 山田隆亮（2006情博、大阪工業大学教授）
- 田熊隆史（2007工博、大阪工業大学教授）
- 竹川佳成（2007工博、神戸大学助教）
- 奥野弘嗣（2008工博、大阪工業大学准教授）
- 安國良平（2009工博、大阪工業大学准教授）
- 伊與田宗慶（2014工博、大阪工業大学准教授）
- 家本修（工博、大阪経済大学教授）
- 宇都宮裕（工博、大阪大教授）
- 卜部格（工博、元大阪大名誉教授、研究費不正使用で名誉教授取り消し）
- 冨田佳宏（工博、神戸大学名誉教授、福井工業大学教授）
- 楢崎正也（工、大阪大学名誉教授、元日本マンション学会会長）
- 新原晧一（工修、大阪大学名誉教授、長岡技術科学大学第7代学長、大光銀行顧問）
- 濱川圭弘（工修、大阪大学名誉教授、元学校法人立命館副総長、文化功労者、紫綬褒章）

#### 農学
- 松中昭一（工博、神戸大学名誉教授、紫綬褒章、日本農学賞）

### ジャーナリズム・マスメディア
- 辻豊人 （1965、元朝日放送アナウンサー）
- 神志名泰裕（1971法、元NHK解説委員長）
- 下川正晴 （1972法、元毎日新聞論説委員）
- 諏訪道彦 （1983工、読売テレビプロデューサー）
- 榎原美樹 （1987文、NHK記者・ニュースキャスター）
- 関純子 （1988人科、関西テレビアナウンサー）
- 中野伸二 （1988法、毎日放送スポーツ企画推進部長）
- 福島香織 （1991文、元産経新聞社記者）
- 田渕伸一 （1991経、毎日放送制作1部長）
- 佐々木実 （1991経、元日本経済新聞社、フリーランス、ノンフィクション作家）
- 澤田芳博 （1992経、関西テレビ放送プロデューサー）
- 西靖 （1994法、毎日放送アナウンサー）
- 森富美 （1996文、日本テレビアナウンサー）
- 山室大輔 （1997文、TBSテレビディレクター）
- 上崎貴実代（1998理、元講談社WEBディレクター、リケジョ代表、フリーランス）
- 上田悦子 （2000人科、毎日放送アナウンサー）
- 土居一雄 （2004経、2006法修、TBS記者）
- 松下祐貴子（2008法、札幌テレビ放送アナウンサー）
- 牛田茉友 （2009医、NHKアナウンサー）
- 平崎貴昭 （2013法、NHKアナウンサー）
- 津田理帆（2017外ベトナム語、朝日放送テレビアナウンサー）
- 森田茉里恵（2017外ベトナム語、NHKアナウンサー）
- 東留伽（2020人科、朝日放送テレビアナウンサー）
- 岡崎大知（2022外ポルトガル語、ミヤギテレビアナウンサー）
- 西尾桃（2023経済、読売テレビアナウンサー）
- 上垣皓太朗（2024文、フジテレビアナウンサー）
- 吉田裕一 （工、気象予報士）
- 米田綱路 （文、元図書新聞編集長、元日本経済新聞社記者、サントリー学芸賞）
- 武部好伸 （文、元読売新聞社記者）

### 文芸
- 横溝正史（1924薬、小説家）
- 眉村卓（1957経、日本ペンクラブ常務理事、大阪芸術大学教授、星雲賞、日本文芸大賞）
- 堀晃（工、SF作家、「太陽風交点」「梅田地下オデッセイ」など）
- 久坂部羊（1981医、小説家、医師）
- 高見広春（文、小説家、「バトルロワイアル」著者）
- 榊一郎（法、小説家、ファンタジア長編小説大賞準入選）
- 小川榮太郎[2]（1991文、文芸評論家）
- 小林泰三（1987基工、SF作家・ホラー作家）
- 不知火京介（経、小説家）
- 光原百合（文、推理小説作家、尾道市立大学准教授）
- 山田真哉（1999文、作家・公認会計士、「さおだけ屋はなぜ潰れないのか」著者）
- 川上徹也（人間科学、ビジネス作家・コピーライター）
- 築山桂（2002文博、小説家）
- 田辺明雄（文、文芸評論家、毎日出版文化賞、関西文学賞特別賞）
- 七北数人（文、文芸評論家、編集者、湯河原文学賞特別賞）
- 向井敏（文、エッセイスト）
- 黒瀬珂瀾（文修、歌人、前川佐美雄賞、ながらみ書房出版賞）
- 鈴木加成太（文修、歌人、角川短歌賞）
- 綿野恵太（2011文、評論家、紀伊國屋じんぶん大賞2位）
- 後藤比奈夫（理、俳人）
- 松尾佑一（工博、小説家、野性時代フロンティア文学賞）
- 宮田珠己（工、エッセイスト、酒飲み書店員大賞）
- 草葉達也（文、エッセイスト 日本ペンクラブ 阪南大講師 宝塚歌劇歴史研究者）

### 芸術
- 手塚治虫（1951医専、漫画家）
- 中村貞夫（1957文、画家、新制作展新作家賞、紺綬褒章）
- 高山文彦（中退、アニメーション監督・脚本家）
- 大村皓一（1960工、CG作家・宝塚大学教授）
- 岡本忠成（1955法、アニメーション作家）
- 寺門孝之（1979工・1983文、イラストレーター、神戸芸術工科大学教授）
- 尾崎信一郎（1992文修、鳥取県立博物館館長）
- 荻田浩一（文、演出家、文化庁芸術祭演劇部門優秀賞）
- 木村貴宏（工中退、アニメーター、イラストレーター、キャラクターデザイナー）
- 陽気婢（漫画家）
- 真鍋賢行（工、ゲームクリエイター、エコールソフトウェア代表取締役）
- ねことうふ　(基礎工中退、漫画家)[3]

### 音楽
- 西岡茂樹（1979工、合唱指揮者、奈良産業大学教授、大阪府合唱連盟副理事長）
- 明石昌夫（音楽プロデューサー）
- 杉田篤史（経、ボーカルグループINSPiリーダー）
- TAKA （医中退、ラッパー、心理学者）
- 日比野則彦（人科、作曲家、サックス奏者）
- maimie（文、歌手、作詞家）

### 芸能
- 桂紋四郎（2010工、落語家）
- 旭堂南海（1989文、講談師）
- 粟根まこと （工中退、俳優）
- Saku Yanagawa (文、スタンダップコメディアン）
- 御秒奈々（工、タレント、モデル）
- はなお（基礎工、YouTuber、はなおでんがんのメンバー）
- でんがん（基礎工、YouTuber、はなおでんがんのメンバー）
- どくさいスイッチ企画（経、アマチュアお笑い芸人、アマチュア落語家、落語作家）
- 林家染左（文、落語家）
- 林家染雀（文、落語家）
- 本村康祐（経、ラジオパーソナリティ）
- たくみっく (外国語、YouTuber)[4]

### その他の大阪大学出身の人物
- 太田薫（1935工、日本労働組合総評議会5代目議長、春闘生みの親）
- 長谷川慶太郎（1953工、経済評論家、元産業新聞社記者）
- ムッシュ・ピエール（人科中退、マジシャン）
- 入來晃久（人科、柔術家）
- 高木善之（基礎工、環境保護活動家）
- 山本高史（文、コピーライター、関西大学教授）
- 大橋一弘（2000人科博、臨床心理士・立命館大学講師・写真家）
- 平岡英信（理、清風学園学校長・理事長、清風南海学園理事長）
- 糸谷哲郎（2017文修、将棋棋士、八段、第27期竜王）
- 西島和彦（法、劇団Youth Theatre Japan代表）
- 森本祥司（理修、レンタルなんもしない人）
- 藤かんな（理、AV女優）

#### 博士号取得者
- 浅井澄子（明治大学教授、公益事業学会賞、大川出版賞、情報産業論）
- 池田新介（大阪大学名誉教授、経済学）
- 上野裕也（元成蹊大学学長、元名古屋大学教授、経済学）
- 久保田敬一（武蔵大学名誉教授、元日本経営財務研究学会会長、日経・経済図書文化賞、経営学）
- 小塩隆士（一橋大学教授、元神戸大学教授、経済学）
- 斎藤謹造（大阪大名誉教授、経済学）
- 斉藤弥生（大阪大教授、山井和則衆議院議員の妻、社会福祉学）
- 坂本彌三郎（神戸大学名誉教授、元日本学術会議会員、経済学史）
- 澤村信英（大阪大教授、教育社会学）
- 竹中平蔵（慶應義塾大学名誉教授、元総務大臣、元大阪大学客員助教授、経済学）
- 竹安邦夫（京都大学名誉教授、生物学）
- 友部謙一（一橋大学教授、元大阪大学教授、経済史）
- 渋谷秀樹（立教大学名誉教授、憲法学）
- 田中弥生（会計検査院長）
- 中野貞一郎（大阪大名誉教授、民事訴訟法）
- 仁木恒夫（大阪大教授、民事訴訟法）
- 西村篤子（元駐ルクセンブルク大使、元東北大学教授）
- 西村幸次郎（一橋大学名誉教授、元大阪大学教授、中国法）
- 伴金美（大阪大学名誉教授、元環境経済・政策学会副会長、経済学）
- 星野俊也（国連大使、元大阪大学教授）
- 森信茂樹（中央大学教授、元大阪大学教授）
- 中林美恵子（早稲田大学教授、元衆議院議員）
- ホルム・麻植佳子(看護師、起業家)